# Ricaldone
Ricaldone là một đô thị ở tỉnh Alessandria trong vùng Piedmont của Italia, có vị trí cách khoảng 70 km về phía đông nam của Torino và khoảng 25 km về phía tây nam của Alessandria. Tại thời điểm ngày 31 tháng 12 năm 2004, đô thị này có dân số 650 người và diện tích là 10,6 km².
Ricaldone giáp các đô thị: Acqui Terme, Alice Bel Colle, Cassine, Maranzana, Mombaruzzo, Quaranti, và Strevi.